# Dacryodes elmeri
Dacryodes elmeri är en tvåhjärtbladig växtart som beskrevs av Herman Johannes Lam. Dacryodes elmeri ingår i släktet Dacryodes och familjen Burseraceae. Inga underarter finns listade i Catalogue of Life.